# Chasing Shakespeare
Chasing Shakespeare è un film del 2013 diretto da Norry Niven.